# HMS Diamond (D34)
El HMS Diamond (D34) es un destructor Tipo 45 de la Royal Navy asignado en 2011.

## Construcción
El HMS Daring es el tercero de los seis destructores Tipo 45 construidos por BAE Systems Surface Ships en Glasgow (Escocia). Fue botado su casco en 2007 y asignado en 2011.

## Historial de servicio

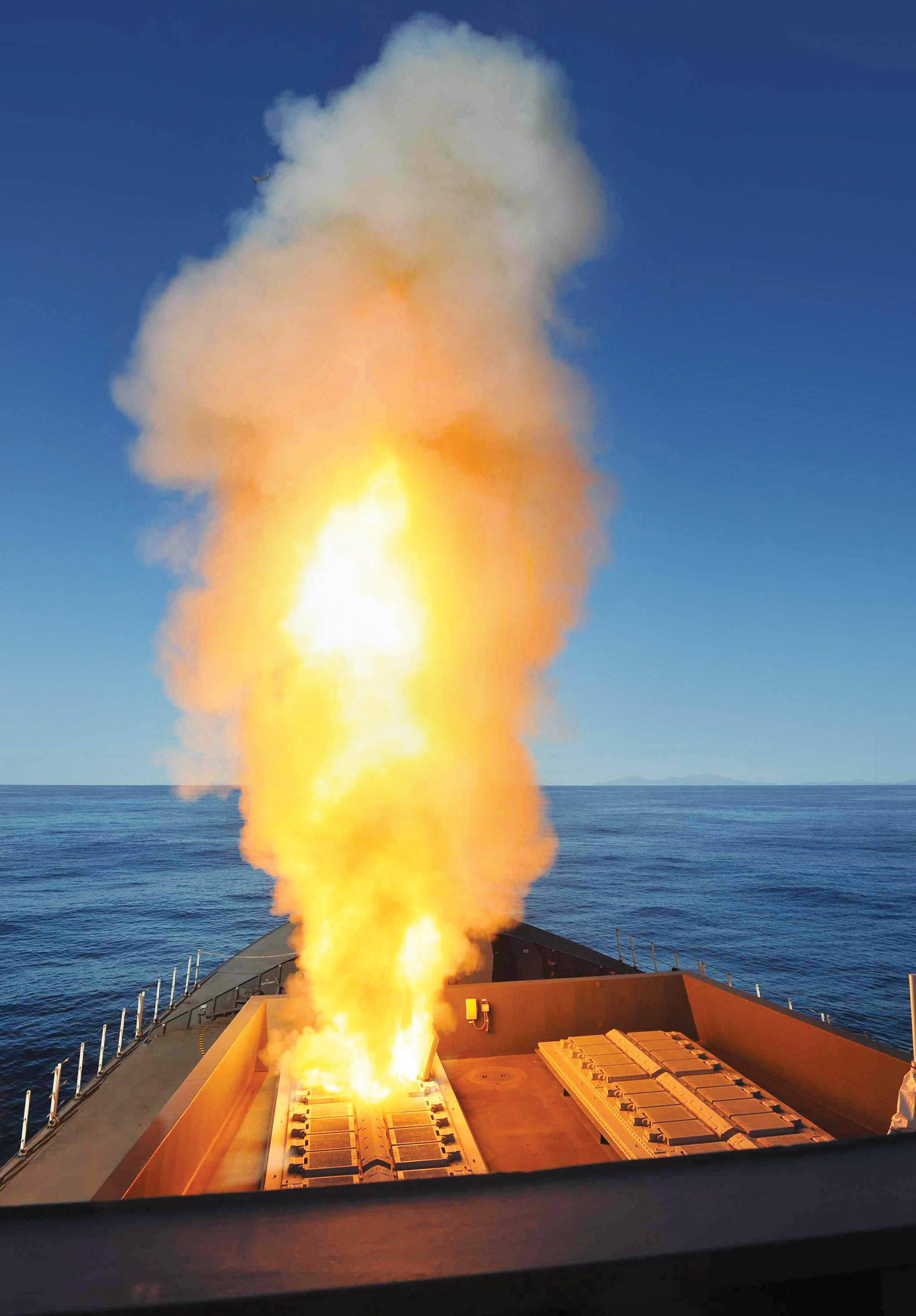
Diamond disparando un misil Sea Viper (Aster).

En 2021 el Diamond tuvo inconvenientes técnicos abandonando al grupo de batalla del portaaviones HMS Queen Elizabeth. A febrero de 2022 permanecía en tareas de mantenimiento.
En diciembre de 2023 derribó con el PAAMS un dron que apuntaba a barcos mercantes en el Mar Rojo utilizando un misil Sea Viper. El Ministerio de Defensa del Reino Unido dijo que era la primera vez en décadas que la Royal Navy había disparado a un objetivo aéreo. Después del derribo y una serie de ataques por parte de los hutíes a buques civiles, Diamond fue asignado para unirse al grupo de trabajo internacional que protege los buques que viajan a través del Mar Rojo.
El 9 de enero de 2024, Diamond repelió el mayor ataque con aviones no tripulados hutíes hasta la fecha, junto con barcos de la Armada de los EE. UU., Diamond fue el objetivo de los ataques, pero los repelió con éxito utilizando misiles Sea Viper y disparos. Este ataque, junto con ataques anteriores al transporte marítimo comercial, provocó los ataques con misiles de 2024 contra Yemen en respuesta.